# Tor Fiscale
Tor Fiscale è la zona urbanistica 9C (zona "O" 22) del Municipio Roma VII di Roma Capitale. Si estende sul quartiere Q. VIII Tuscolano.

## Geografia fisica

### Territorio
Oltre ai monumenti, nel parco ritroviamo una campagna romana che si è perfettamente conservata nonostante la mutazione in parco pubblico mirata a ristrutturare gli immobili presenti nel parco e per salvaguardare il verde.
Il recupero della flora tra cui tipici gli alberi da frutto e prati ricchi di erbe e fiori.
Percorrendo i sentieri lungo i monumenti lasciati dai romani come gli acquedotti di cui il parco è ricco, si possono ritrovare i suoni e i paesaggi della campagna romana; casali, orti e frutteti insieme ad ampi spazi verdi e agli immobili tra cui la Torre del Fiscale che con i suoi 30 metri d’altezza domina il paesaggio e volgendosi verso sud, si possono notare i Colli Albani, antichi vulcani che fanno da sfondo.
La zona confina:
- a nord con la zona urbanistica 9B Tuscolano Sud
- a est con la zona urbanistica 10B Appio Claudio
- a sud con le zone urbanistiche 10C Quarto Miglio e 10D Pignatelli
- a ovest con la zona urbanistica 11X Appia Antica Nord

## Storia

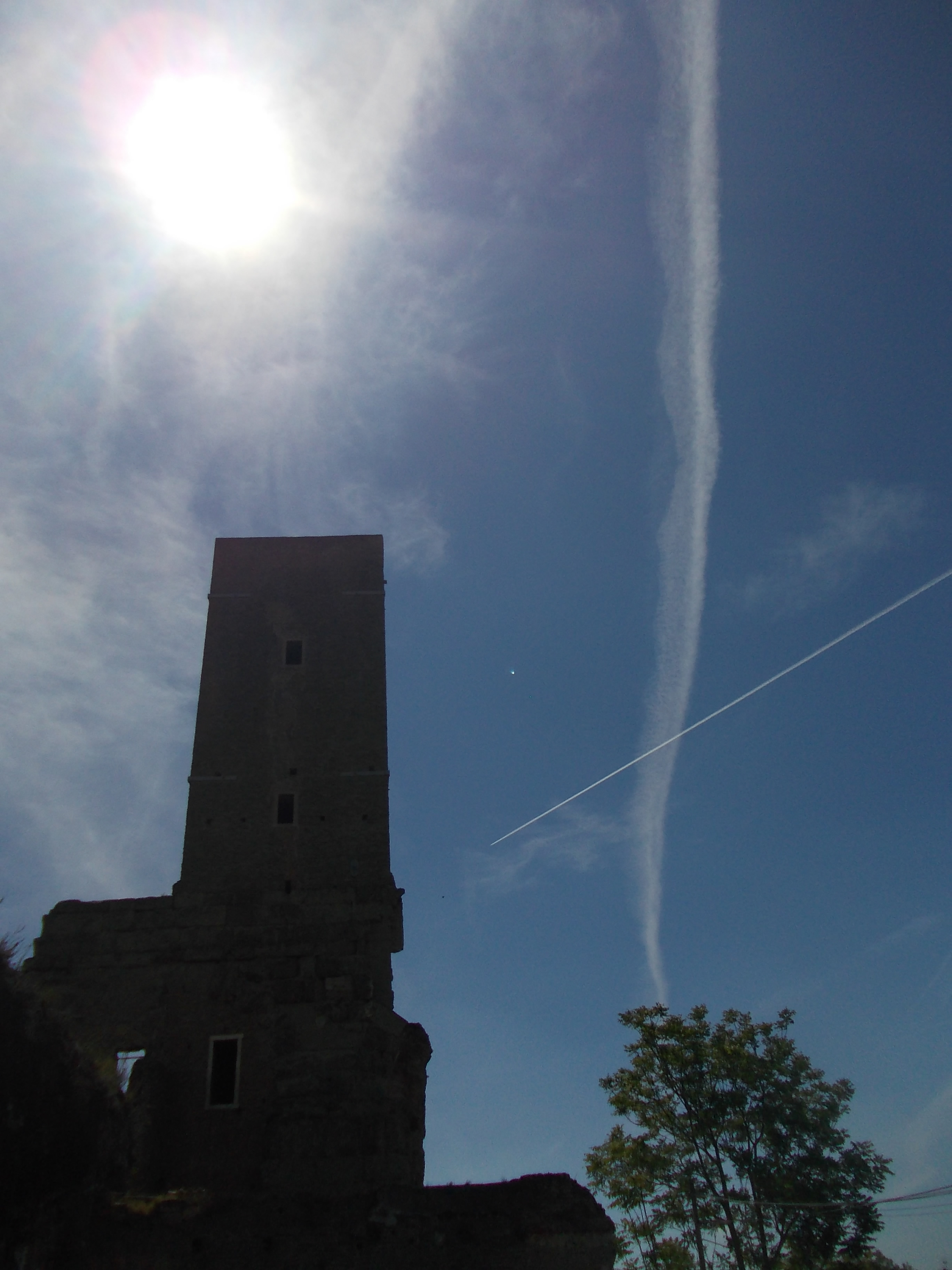
La torre da cui la zona urbanistica di Tor Fiscale prende il nome

La Torre del fiscale fu edificata tra il XII e XIII secolo, e fu costruita per il controllo dei possedimenti di una ricca famiglia dell'epoca.
Il monumento rappresenta uno degli esempi meglio conservati tra le tante torri e casali che segnano tuttora il paesaggio dell’Agro romano. Un tempo si riteneva che facessero parte di un articolato sistema di vedetta e segnalazione a difesa della città .
La Torre permetteva di controllare terreni che si estendevano per centinaia di ettari nell’area strategica tra la Via Latina e la Via Appia, oltre che rappresentare un prestigioso stato economico per la casata che la posedeva.
Nel corso dei secoli La Torre passò di mano in mano tra diverse famiglie, finché nel ‘600 fu acquistata da Filippo Foppi, tesoriere pontificio “fiscale”.
La zona prende nome da una torre costruita nel XIII secolo all'intersezione degli acquedotti Claudio e Marcio. La torre è costituita di blocchetti di tufo ed è alta circa 30 metri.
La denominazione di Fiscale, attribuita al fondo e alla torre, compare nel XVII secolo quando la tenuta appartenne a Filippo Foppi, tesoriere pontificio, altrimenti detto "fiscale". Qui, 2000 anni fa, si potevano ammirare gli acquedotti romani (Anio Novus, Claudio, Marcio, Julia, Tepula e il più recente acquedotto Felice) sulle cui arcate sgorgavano le acque della Valle dell'Aniene e quelle del Vulcano Laziale. L'area era percorsa dalla Via Latina e qui i patrizi romani risiedevano per il periodo estivo.

## La Baraccopoli
Alla fine degli anni Sessanta e nei primi Settanta, fra il quartiere Appio Claudio, San Giovanni e Cinecittà, sviluppato con intenti speculativi attorno all’asse della via Tuscolana si venne a formare la baraccopoli dell'Acquedotto Felice dove vivevano gli immigrati del Meridione che cercavano lavoro dei baraccati. Tra il 1936 e il 1973 circa 650 famiglie immigrate dal sud Italia vissero all’interno di baracche di fortuna costruite tra un arco e l’altro dell’Acquedotto Felice nel quartiere Appio Claudio a Sud-Est di Roma. 
Nel 1968 al sacerdote Roberto Sardelli venne affidato l'incarico di collaboratore nella parrocchia di San Policarpo, dove cominciò attivamente il suo impegno a favore degli abitanti della baraccopoli.
Nel 1969 acquistò una delle baracche da una prostituta e si trasferì nell'insediamento. Lì fondò la celebre "Scuola 725", dal nome della baracca che la ospitava, definita dagli stessi ragazzi "la scuola del riscatto". Era il tentativo di recuperare chi veniva emarginato anche dalla scuola, consentendo loro di proseguire gli studi e conoscere testi e autori come Gandhi o Malcolm X un’opportunità educativa e di crescita. Lo sgombero delle baraccopoli avvenne nel 1973.